# Notolaemus castaneus
Notolaemus castaneus – gatunek chrząszcza z rodziny Laemophloeidae. Zamieszkuje Europę.

## Taksonomia
Gatunek ten opisany został po raz pierwszy w 1845 roku przez Wilhelma Ferdinanda Erichsona pod nazwą Laemophloeus castaneus.

## Morfologia
Chrząszcz o mocno spłaszczonym grzbietobrzusznie ciele długości od 2,3 do 3,5 mm. Ubarwienie ma brunatnożółte do ciemnobrunatnego z jaśniejszymi czułkami, głaszczkami i odnóżami.
Duża głowa ma mocno wyłupiaste oczy oraz odgraniczony od czoła delikatnie zaznaczonym szwem epistomalnym i mocno na przedniej krawędzi wykrojony nadustek. U samca czułki rozprostowane ku tyłowi sięgają do wierzchołka ciała, a u samicy do ⅔ jego długości. Człony od szóstego do jedenastego są co najmniej trzykrotnie dłuższe niż szerokie.
Bardzo szerokie, ale węższe od podstawy pokryw przedplecze ma silnie wystające i zaostrzone kąty przednie, nieregularnie ząbkowane krawędzie boczne oraz prawie proste, czasem zaostrzone kąty tylne. Powierzchnie głowy i przedplecza wskutek gęstego punktowania i zmarszczek robią wrażenie prawie matowych. Od 1,6 do 1,7 raza dłuższe niż szerokie pokrywy mają równoległe boki i szeroko zaokrąglony wierzchołek. Wyraźnie wykształcone są ich żeberka brzegowe, natomiast ma międzyrzędach żeberek prawie nie ma. Wierzch przedplecza i pokryw porastają dobrze widoczne włoski. Stopy ostatniej pary u samicy zbudowane z pięciu, a u samca z czterech członów. Stopy par pozostałych są pięcioczłonowe u obu płci.

## Ekologia i występowanie
Owad ten zasiedla prześwietlone lasy i parki. Jest saproksyliczny. Związany jest z drzewami liściastymi, zwłaszcza z brzozami, bukami, dębami, leszczynami i lipami. Bytuje pod korą i na suchych gałęziach. Osobniki dorosłe najliczniej obserwuje się latem.
Gatunek palearktyczny, europejski, znany z  Francji, Niemiec, Szwajcarii, Austrii, Włoch, południowej Szwecji, Polski, Czech, Węgier i Rumunii. Wszędzie rzadki, podawany z nielicznych, izolowanych, reliktowych stanowisk. Na „Czerwonej liście gatunków zagrożonych Republiki Czeskiej” umieszczony jest jako gatunek narażony na wymarcie (VU).